# Onni Pellinen
Onni Pellinen   (Hankasalmi, 14 de febrer de 1899 - Istanbul, 30 d'octubre de 1945) va ser un lluitador finlandès, especialista en lluita grecoromana, que va competir durant les dècades de 1920 i 1930.
El 1924 va prendre part en els Jocs Olímpics de París, on va guanyar la medalla de bronze en la competició del pes semipesant del programa de lluita grecoromana. Quatre anys més tard, als Jocs d'Amsterdam, repetí la medalla de bronze en la mateixa prova. La tercera, i darrera participació en uns Jocs, fou el 1932, a Los Angeles, on guanyà la medalla de plata del pes semipesant.
El 1929 i 1931 guanyà el Campionat d'Europa del pes semipesant de lluita grecoromana. Guanyà set campionats nacionals del pes semipesant.